# 야마토에

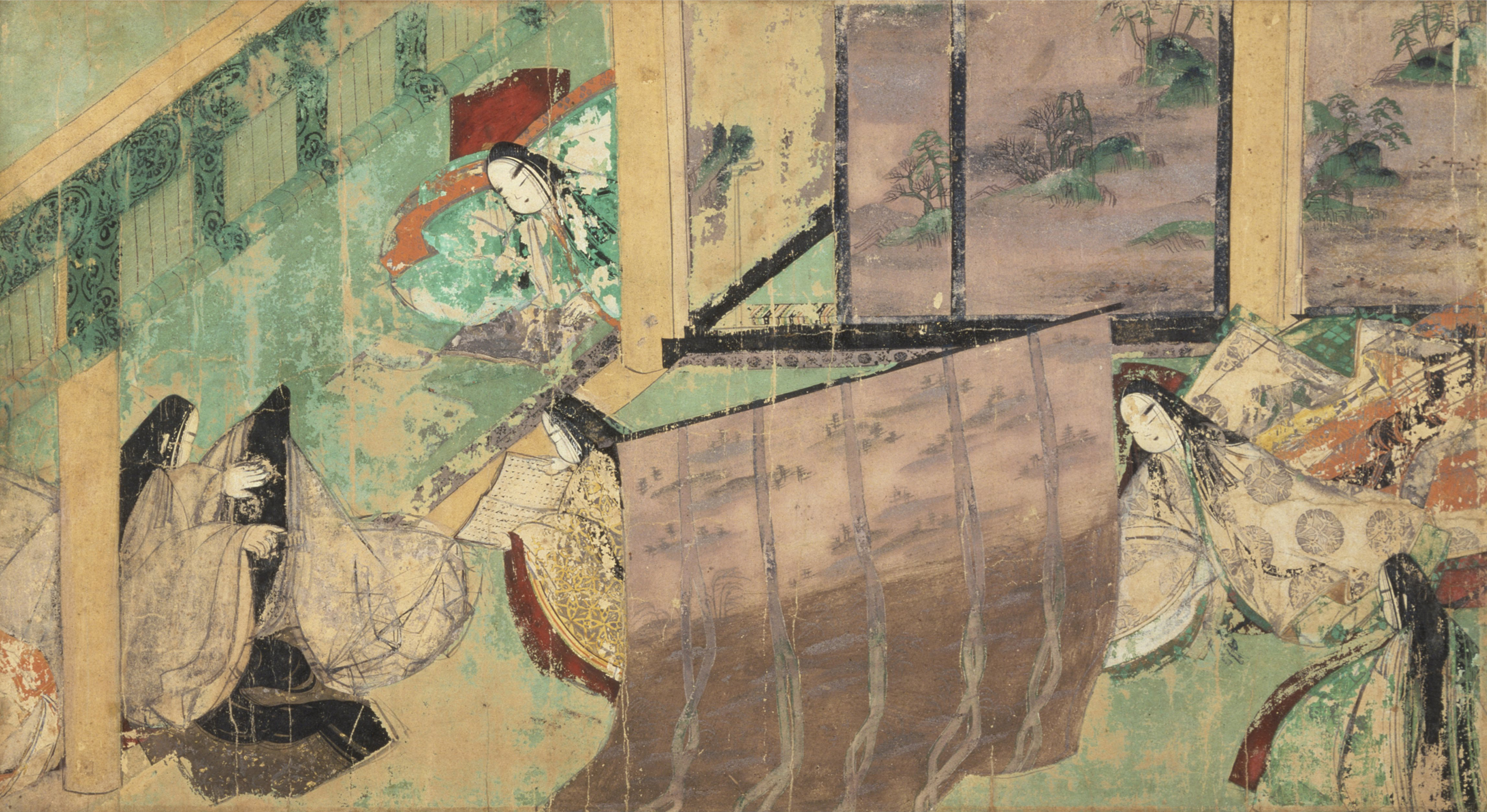
야마토에

야마토에(일본어: 大和絵)는 헤이안 시대에 비롯되어, 제재, 수법이 일본풍인 그림을 말한다.

## 역사
나라시대 전후의 세속화(世俗畵)는 거의 전부가 중국식 사물을 그린 것이었는데, 9세기 중엽부터 비로소 일본의 산수나 풍속을 섬세하고 우미하게 그린 야마토에가 생성, 완성되었다. 야마토에의 특색은 주로 장병화(障倂畵)·두루마리·초상화 등에서 발휘되었다. 그리고 야마토에는 헤이안·가마쿠라 시대에 발달을 보았고, 마침내 무로마치시대에 이르러 침체되었다. 그러나 그들 민족적인 조형감각에 의하여 육성된 야마토에의 전통은 그대로 절멸된 것은 아니고 모모야마·에도시대 그리고 근대까지도 계승되어 일본회화에 영향을 미쳤다.

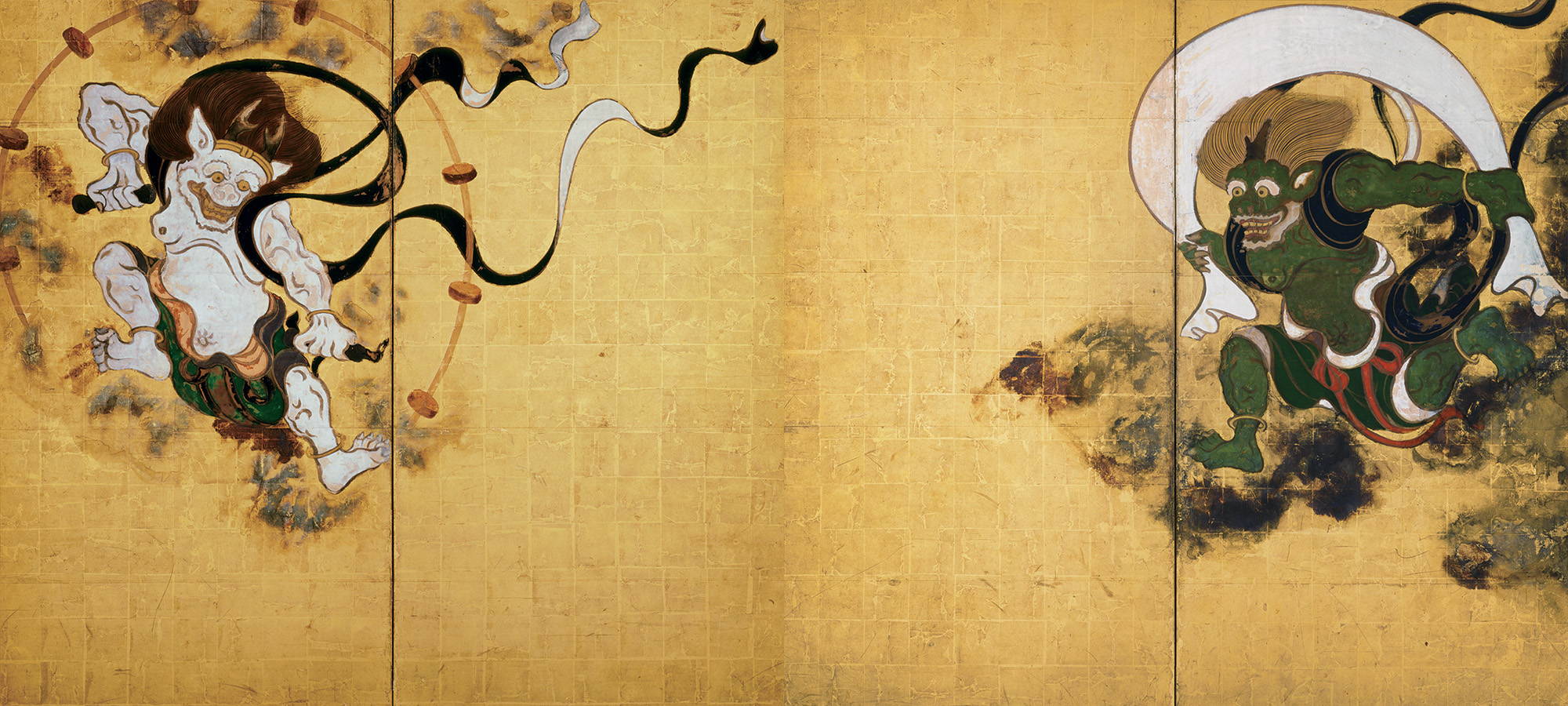
풍신뇌신도(風神雷神図), 다라와야 소타쓰 작.

도사파(土佐派)와 스미요시파(住吉派)가 떨치지 않았을 때 야마토에의 진수를 획득하고 그것을 전혀 새로운 관점에서 포착하여 충실된 장식화로서 표현한 그룹의 선도자가 다와라야 소타쓰(俵屋宗達, 1570년 경–1640년 경)이다. 그의 화업(畵業)에 있어서 그를 에워싼 많은 문화인의 존재를 무시할 수는 없다. 더욱이 예술에 있어서는 만능 천재로 알려진 혼아미 코에쓰(本阿彌光悅)와의 교류에 의하여 소타쓰 회화의 가치는 더욱 높아졌다. 그의 그림은 고전에서 힌트를 얻으면서 몰골법(沒骨法) 등의 기법 등을 채용하고 화려한 색채를 교묘하게 처리하여 지극히 조화된 장식화적인 아름다움을 발휘하고 있다. 소타쓰의 후계자로서는 오가타 고린(尾形光琳, 1658년–1716년)이 활약을 하였다. 그는 소타쓰의 장식성을 이해함과 동시에 복식의장(服飾意匠)의 본질을 살리고 또한 수묵화의 요소를 받아들여서, 소타쓰와는 취향이 다른 세련된 장식화를 완성했다.
후지와라 시대(헤이안 후기)부터 야마토에의 유파로 알려진 도사파는 무로마치 시대가 되자 가노파에 눌려서 존재가 희미했다. 그러나 17세기에 도사미쓰 오키(土佐光起)가 조정(朝廷)화가로서 활약하고 그 부흥에 힘쓴 사실을 주목하지 않으면 안 된다. 작품으로는 <이쓰쿠시마 마쓰시마 도병풍(嚴島松島圖屛風)> 등이 있고 독창성이 결여된 표면적인 사실에 빠지기 쉬운 신양식을 취하였으므로 그 화풍은 점차로 피상적인 사실주의의 형식적인 고수가 되어갔다.

## 종류
야마토에의 스타일은 크게 채색화(彩色畵)와 백묘화(白描畵)로 나뉜다. <호오도비라에(鳳凰堂扉繪)>나 <겐지모노카타리 두루마리(源氏物語絵巻)> 등의 풍경은 짙은 색채로 그려져 있고 선묘(線描)도 있으나, 그것은 섬세한 선으로 그려져 있어서 전체적으로는 색채효과가 현저하고 정취적인 인상이 강하다. 이와는 전혀 대조적인 양식으로서 <지옥조시(地獄草紙)>를 들 수 있는데, 여기서는 오로지 운필(運筆)에 주력을 쏟아 선의 속도나 변화에 의하여 움직임의 세계를 그리고 있다. 따라서 동적이고 극적이어서 서사적이고 설명적이다. 백묘(白描)란 것은 먹 일색의 묘선을 주로 하여 그린 그림을 가리키는데, 그러나 여기에 조금 담채(淡彩)를 가한 것도 포함시켜 그렇게 부르고 있다. <조수희화(鳥獸戱畵)> 등이 그 대표적인 작품으로서, 유창한 속도와 변화를 겸비한 경쾌하고 자유자재한 묘선으로써 동물이 재미있게 뛰노는 양상을 아주 생생하게 그리고 있다.

## 같이 보기
- 에마키모노

## 참고 문헌
- 이 문서에는 다음커뮤니케이션(현 카카오)에서 GFDL 또는 CC-SA 라이선스로 배포한 글로벌 세계대백과사전의 내용을 기초로 작성된 글이 포함되어 있습니다.